# سیارک ۵۹۷۲
سیارک ۵۹۷۲ (به انگلیسی: 5972 Harryatkinson، نامگذاری:1991PS12) پنج هزار و نهصد و هفتاد و دومین سیارک کشف شده‌است که در ۵ اوت ۱۹۹۱ کشف شد.
قدر مطلق سیارک برابر ۶۱.۶ است.